# Bilecik (tartomány)
Koordináták: é. sz. 40° 06′ 24″, k. h. 30° 07′ 33″40.106667°N 30.125833°E
Bilecik tartomány Törökország egyik középnyugati tartománya, keletről Bursa, északról Kocaeli és Sakarya, nyugatról Bolu, délkeletről Eskişehir, délről Kütahya határolja, területe 4307 km². Székhelye Bilecik városa.

## Ilcsék
A tartomány nyolc ilcsére oszlik:
- Bilecik
- Bozüyük
- Gölpazarı
- İnhisar
- Osmaneli
- Pazaryeri
- Söğüt
- Yenipazar

## Történelme
A területen korábban hettiták (Kr. e. 1400–1200), frígek (Kr. e. 1200–676), lüdök (Kr. e. 595–546), perzsák (Kr. e. 546–334), rómaiak (74–395) és bizánciak (395–1200-as évek) lakták. 1281-ben ezen a területen alakult meg az Oszmán Birodalom.